# Kelly Stephens-Tysland
Kelly Stephens-Tysland, född den 4 juni 1983 i Seattle, Washington i USA, är en amerikansk ishockeyspelare.
Hon tog OS-brons i damernas ishockeyturnering i samband med de olympiska ishockeytävlingarna 2006 i Turin.